# Station Czerwieńsk Mt
Station Kupienino is een spoorwegstation in de Poolse plaats Czerwieńsk.